# Frankenstein (film, 2015)
Pour les articles homonymes, voir Frankenstein.
Pour plus de détails, voir Fiche technique et Distribution.
Frankenstein est un film américain scénarisé et réalisé par Bernard Rose et sorti en 2015.

## Synopsis
Il s'agit d'une adaptation moderne du mythe de Frankenstein. Ici pas de greffe d'organes, mais une manipulation de cellules souches. Sur ce principe Victor Frankenstein et sa femme, Elizabeth sont des scientifiques qui donnent vie à Adam, un jeune homme adulte et bien développé mais avec l'âge mental d'un bébé. Cependant, les cellules d'Adam ne se répliquent pas correctement et il développe rapidement des difformités sur son visage et son corps. Le Dr Frankenstein tente d'euthanasier sa création, mais la créature anormalement résistante et forte ne parvient pas à mourir
Adam s'échappe dans un désert à proximité et vit en fouillant dans la forêt. Il adopte un chien errant amical avec qui il se rend en ville. Dans un parc, il rencontre une petite fille et ils jouent à des jets de bâtons dans un lac. Adam, pensant toujours que c'est un jeu, ramasse la fillette et la jette à l'eau aussi. Elle commence à se noyer, alors il saute à l'eau et la sauve. Quand il l'amène à terre, cependant, deux policiers tentent de l'arrêter et de tue sur son chien qui aboie. Adam assaille un officier et tue l'autre. Une foule de justiciers poursuit Adam et le bastonne.
Adam est emmené à un poste de police où il est placé dans une camisole de force. Ne parlant à peine, il leur fournit le badge d'identification d'Elizabeth qu'il appelle "sa mère". Elizabeth est amenée à la station et nie connaître Adam, l'abandonnant effectivement.
Deux policiers vengeurs conduisent Adam sur un terrain vide et le frappent à la tête, puis lui tirent une balle dans la tête en le laissant comme mort. Il se réveille des heures plus tard dans un tas de gravats et se promène jusqu'à rencontrer un aveugle SDF nommé Eddie. Reconnaissant une âme enfantine, il prend gentiment Adam sous son aile. Les difformités d'Adam s'aggravent, mais il continue à apprendre sur le monde et sa capacité à parler s'améliore.
Quelque temps plus tard, Eddie convainc une prostituée amicale nommée Wanda d'emmener Adam dans un hôtel et de coucher avec lui. Mais quand il sort de la douche, Wanda se rend compte à quel point ses difformités sont étendues et tente de partir. Adam désemparé brise sa colonne vertébrale tout en essayant de la faire rester. Eddie, ayant entendu les cris de Wanda, découvre sa mort et bat Adam avec sa canne. Adam finit par tuer accidentellement Eddie.
Se sentant désespéré et en colère, il utilise le GPS sur le téléphone de Wanda pour le guider vers la résidence des Frankenstein. Sur le chemin, Adam rencontre l'agent Banks, l'officier de police qui lui a tiré une balle dans la tête, et il l'assassine avec vengeance.
Quand Adam arrive à la maison luxueuse de Victor et Elizabeth, il les rencontre. Au début, Adam attaque Victor, mais Elizabeth le calme et montre à Adam ses vraies origines. Adam est en colère d'apprendre qu'il a été créé par les Frankenstein et que Victor essayait déjà de le remplacer. Victor profite d'une distraction d'Adam pour lui faire une piqûre anesthésiante et tente ensuite de le décapiter avec une scie. Quand Elizabeth essaie d'arrêter Victor, il balance la scie et égorge accidentellement la femme. 
Adam emmène le corps d'Elizabeth dans les bois voisins. Il construit solennellement un bûcher funéraire, puis s'immole en criant : "JE SUIS ADAM!"

## Fiche technique
- Réalisation : Bernard Rose
- Scénario : Bernard Rose
- Musique : Halli Cauthery
- Photographie : Candace Higgins
- Durée : 89 minutes
- Pays de production :  États-Unis
- Langue : Anglais
- Genre : Horreur, science-fiction et thriller
- Dates de sortie : 
  - Belgique : 21 septembre 2015 (Festival international du film fantastique de Bruxelles)
  - États-Unis : 12 avril 2015
  - France : 8 mars 2016  (en vidéo)

## Distribution
- Carrie-Anne Moss : Elizabeth Frankenstein
- Xavier Samuel : Monster/Adam
- Danny Huston : Victor Frankenstein
- Tony Todd : Eddie
- Mckenna Grace : Molly
- James Lew : le manager de l'hôtel
- Carol Anne Watts : Lopez
- Maya Erskine : Wanda
- Adam Nagaitis : Winthrop
- Mary Gallagher : Johnson
- John Lacy : Rubin
- Ron Roggé : Woodcock
- Julie Marcus : GPS (voix)
- Peter Adrian Sudarso : Brady
- Rob Mars : Crawford
- Matthew Jacobs :
- Carlton Caudle : l'agent Fisher
- Jerry Ying : Alves
- Steve Hart : Christie
- LaDell Preston : Stunt
- Jorge Luis Pallo : Officer Lincoln
- Dave Pressler : Dr Pretorius
- Jeff Hilliard : l'officier de la banque
- Jay Hawkins : Stunt
- Carol Ann Watts : Lopez

## Autour du film
- En France le film n'a pas été distribué en salle et est sorti directement en vidéo.